# Casa Haller de Sibiu
La Casa Haller de Sibiu és una de les cases més importants de la plaça gran de Sibiu, construïda en estil gòtic i renaixentista. L'edifici actual conserva molts elements de l'edifici original del segle XV. 15-16, com el portal amb l'escut, l'entrada a les arcades i les decoracions.
La casa pertanyia al seu torn a diverses personalitats locals. El 1537 Michael Altemberger la va vendre a Petrus Haller, que la va mantenir a la família durant 354 anys. Petrus Haller va ser qui va transformar l'edifici gòtic anterior donant-li el seu aspecte renaixentista actual.